# Roulans
Roulans é uma comuna francesa na região administrativa de Borgonha-Franco-Condado, no departamento de Doubs. Estende-se por uma área de 8,31 km², com 1 005 habitantes, segundo os censos de 1999, com uma densidade de 120 hab/km².